# Acanthocercus yemensis
Acanthocercus yemensis е вид влечуго от семейство Agamidae. Видът е незастрашен от изчезване.

## Разпространение
Разпространен е в Йемен и Саудитска Арабия.

## Описание
Популацията им е стабилна.